# Capsicum pereirae
Unter dem Namen Capsicum pereirae wurde 2005 eine neue Wildart der Gattung Paprika (Capsicum) beschrieben. Sie kommt im Osten Brasiliens in feuchten und fruchtbaren Umgebungen vor.

## Beschreibung

### Habitus und Blätter
Capsicum pereirae ist ein wenig verzweigter Strauch, der Wuchshöhen zwischen (0,5) 0,8 und 2 (3) Meter erreicht. Die Sprossachse verholzt nahe der Wurzel und bildet an den Verzweigungen und Blattansätzen verdickte, violette Knoten aus.
Die lederigen, paarweise auftretenden, aber in den Sprossverzweigungen einzeln stehenden Laubblätter sind 3 bis 5,5 (10) mal länger als breit, elliptisch bis schmal elliptisch und der Rand ist leicht gewellt. Die Blätter sind zwischen (6,1) 9 und 15 (19) cm lang und zwischen 2 und 2,4 (4,5) cm breit. Die Blattstiele haben eine Länge von 0,5 bis 1 (1,5) cm. Die Blätter haben eine ledrige Textur und sind auf beiden Seiten leicht glänzend.

### Blüte
Die Blüten entstehen in den Sprossverzweigungen und treten einzeln oder in Gruppen von zwei bis drei Blüten auf. Die Blütenstiele sind leicht gebogen und zwischen 1,5 und 2,2 cm lang. Die zwittrigen, fast radiärsymmetrischen Blüten sind fünfzählig. Die grünen Kelchblätter sind zu einem 1,5 bis 2 (4) mm langen Blütenkelch verwachsen, der den Fruchtknoten überragt, keine oder fünf schwach ausgeprägte Zähne hat, am Rand sind einreihig kurze Trichome zu finden. 
Die sternförmig angeordneten fünf Blütenkronblätter sind weiß, mit zweifarbigen Blütenflecken in der kelchseitigen Hälfte. Die Form der Blütenkronblätter ist nahezu dreieckig, der Rand ist nach innen geklappt, an der Spitze deutlich kapuzenförmig. Die Blütenflecken sind zum Blüteninneren grünlich-gelb, nach außen hin violett, beide Gebiete werden von weißen Streifen voneinander getrennt. Die geöffnete Blüte hat einen Durchmesser von 8 bis 19 mm und eine Länge von 9 bis 10 mm. Die Staubfäden sind 3 bis 4 (5) mm lang, die weißlichen Staubgefäße haben eine Größe von 1,8 bis 2,1 (3) mm. Das Gynoeceum ist leicht gebogen, (3,7) 4 bis 6 (7) mm groß. Die zwei Fruchtblätter sind zu einem oberständigen Fruchtknoten verwachsen.

### Frucht und Samen
Die Früchte sind runde, abgeflachte Beeren und (6) 8 bis 9 mm × 7 bis 10 mm groß. Sie wachsen aufrecht an den Fruchtstielen, die (2) 2,3 bis 2,8 (3,5) mm lang sind. Bei Reife wechselt die Farbe von grün zu gelblich-grün, die Früchte sind nicht mehr fest mit dem Kelch verbunden und fallen leicht zu Boden. In jeder Frucht befinden sich (drei) fünf bis 20 bräunlich schwarze Samen mit einer Größe von 3 bis 3,7 mm × 2,5 bis 2,4 mm.

### Abgrenzung zu anderen Arten
Die Art ordnet sich mit anderen Arten, die an der östlichen Küste Brasiliens wachsen, in eine gemeinsame Gruppe ein. Wie beispielsweise auch C. mirabile, C. schottianum und C. hunzikerianum hat auch C. pereirae violette und grünlich-gelbe Blütenflecken auf den Blütenkronblättern. Die ledrigen und glänzenden Blätter unterscheidet C. pereirae von anderen Arten der Gattung. Die Form der Blütenstiele, die aufrecht wachsenden Blüten und der Kelch mit nicht vorhandenen oder nur schwach ausgeprägten Zähnen weist auf eine nahe Verwandtschaft zu C. flexuosum hin. Durch Ähnlichkeiten in den Eigenschaften von Kelch und Corolla wird auch eine Nähe zu C. schottianum angenommen.
C. pereirae besitzt im Gegensatz zu allen domestizierten Capsicum-Arten 13 statt 12 Chromosomenpaare. Untersuchungen an wilden und halbwilden brasilianischen Capsicum-Arten zeigten, dass die Anzahl der Arten mit 13 Chromosomenpaaren deutlich höher ist, als zunächst vermutet. Diese Ergebnisse stellten einige der bis dahin noch nicht bewiesenen Vermutungen über die evolutionäre Geschichte der Gattung Capsicum in Frage. So wurde beispielsweise vermutet, dass das 13. Chromosomenpaar durch Mechanismen wie Centric Fission entstanden sind. Da jedoch an den verbleibenden 12 „ursprünglichen“ Chromosomenpaaren keine Merkmale, die auf Centric Fission hinweisen, gefunden worden, kann diese Theorie als falsch betrachtet werden. Vielmehr erweist sich nun als wahrscheinlicher, dass die Gruppe der Arten mit 13 Chromosomenpaaren die ursprüngliche ist und während der zunehmenden Verbreitung nach Norden ein Chromosomenpaar auf noch ungeklärte Weise verloren gegangen ist. Arten mit nur 12 Chromosomenpaaren änderten demzufolge ihr Auftreten beispielsweise durch Ausbildung vorwiegend roter Früchte, die eine deutlich höhere Schärfe besitzen. Da im ursprünglichen Verbreitungsgebiet Südostbrasilien die klimatischen Bedingungen konstant blieben, konnten dort die Arten mit 13 Chromosomenpaaren überleben, während sich weiter nördlich vor allem die Arten mit 12 Chromosomenpaaren durchsetzten.

## Etymologie
Die Art wurde nach ihrem Sammler, dem brasilianischen Botaniker Edmundo Pereira (* 1914, † 1986), benannt.

## Vorkommen
Pflanzen der Art C. pereirae wurden in den brasilianischen Staaten Espírito Santo und Minas Gerais in einer Höhe zwischen 1000 und 1600 Metern NN gefunden. Der Standort befindet sich meist im Schatten, in Wäldern zwischen Palmen und Farnen der Familie Cyatheaceae und in feuchten Senken und fruchtbaren Tälern.